# Nishi (Sapporo)
Nishi o Nishi-Ku (西区) és un dels deu districtes de la ciutat de Sapporo. El nom del districte vol dir en català literalment "Oest", indicant la seua posició respecte als districtes de la ciutat.

## Geografia

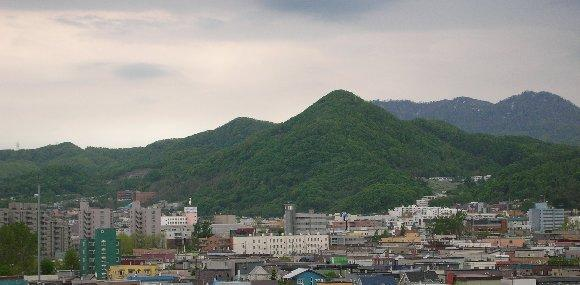
Mont Sankaku (lit. triangle), es troba a l'àrea occidental de Nishi-Ku

El districte es compon de barris residencials, molts d'ells en forma de quadricula amb algunes zones de granges i terrenys boscós i muntanyós generalment prop dels seus limits occidentals i meridionals. Nishi-Ku es troba en la part occidental de Sapporo i és el segon districte amb més extensió de la ciutat.
La part oriental del districte és plana amb un gran nombre de zones comercials i residencials, però la banda occidental va pujant fins a les muntanyes. El mont Sankaku, que es troba en la part occidental del districte, al barri de Yamanote, és una muntanya triangular de 311,3 metres i és un lloc popular d'escalada fàcil. Condueix a l'Estadi Jump Okura en el districte de Chūō.
El camp de pràctiques del Hokkaido Consadole Sapporo, l'equip de futbol local també es troba al districte de Nishi, i és un lloc popular per als seguidors de l'equip. Els principals parcs de Nishi-Ku són el Parc Noshi i el Parc Miyagaoka. També es poden trobar nombrosos altres parcs, molts d'ells ubicats en les voreres del riu Kotoni-Hassamu i els seus afluents. Existeixen nombroses rutes de senderisme. Una de les rutes més populars i properes és la que comença a les cascades Heiwa-no-taki i acaba a la cimera del mont. El mont Teine, on es van dur a terme algunes proves de les olimpiades Hokkaido '72 té algunes pistes de sky i parcs d'atraccions, es troba en els límits entre el districte de Nishi i el de Teine, el districte nord-occidental de la ciutat.
En els barris menys edificats com Nishino, Heiwa, Fukui i Kobetsuzawa no és estrany vore vida salvatge, com les rabosses roges i els ossos bruns asiàtics en el seu hàbitat.

### Barris
| Nom                   | Zona              | Habitants    |
| --------------------- | ----------------- | ------------ |
| Kotoni (琴似)         | Kotoni            | 17.431 hab.  |
| Hachiken (八軒)       | Kotoni            | 32.554 hab.  |
| Nijuyonken (二十四軒) | Kotoni i Maruyama | 15.227 hab.  |
| Yamanote (山の手)     | Kotoni i Teine    | ??? hab.     |
| Nishimachi (西町)     | Teine             | 12.575 hab.  |
| Nishino (西野)        | Teine             | 39.230 hab.  |
| Fukui (福井)          | Teine             | 6.432 hab.   |
| Heiwa (平和)          | Teine             | 6.925 hab.   |
| Hassamu (発寒)        | Kotoni            | 51.002 hab.  |
| Miyanosawa (宮の沢)   | Teine             | ??? hab.     |
| Kobetsuzawa (小別沢)  | Kotoni            | ??? hab.     |
| Total                 | -                 | 216.451 hab. |

## Història
El districte fou inaugurat l'1 d'abril de 1972, just després de la celebració dels Jocs Olímpics d'Hivern de 1972, juntament amb la creació d'altres districtes de la ciutat. Abans de la creació de Nishi-Ku, el seu espai estava repartit entre els municipis de Kotoni, Maruyama i Teine.

### Cronologia
La cronologia del districte és la següent:
- 1971: Al convertir-se Sapporo en ciutat designada pel govern central, la nova divisió administrativa formà els actuals districtes.
- 1989: El districte de Teine s'escindeix del de Nishi.
- 1993: S'estableix al districte l'Institut de les Ciències del Foc de Sapporo i el centre d'entrenament paramèdic.
- 1995: S'obri l'estació de Hachiken de la línia de JR Sasshô.
- 1997: El districte guanya el premi a l'excelència de les "viles florides"[3] y el premi al concurs de construccióp de parcs urbans.
- 1999: S'amplia la línia Tôzai del Metro de Sapporo. S'inaugura la nova estació de bombers, ubicada al districte.
- 2000: S'inaugura el Centre General d'Aprentatge de Sapporo.
- 2001: Comença en Kotoni el primer pla d'embelliment urbà.
- 2003: S'inaugura el nou tunel de Kobetsuzawa.
- 2004: Es va establir el consell de medi ambient del districte de Nishi-Ku.
- 2007: Es crea i presenta la mascota local del districte: Sankuyama Bee.
- 2009: S'inaugura el parc Gotenyama.

## Política
L'Ajuntament de Sapporo té una branca a tots els districtes, i entre d'ells, el de Nishi-ku. Si bé, aquesta branca municipal i l'estatus polític i administratiu del districte no es pot comparar al dels 23 districtes especials de Tòquio.
Aquesta branca de l'ajuntament de Sapporo presta als veïns del districte de Nishi els mateixos serveis que el pròpi ajuntament, però sense la necessitat de desplaçar-se fins al centre (la seu central de l'ajuntament es troba al districte de Chūō.
A les eleccions municipals de 2019 els habitants del districte de Nishi van triar els següents representants a la cambra municipal de Sapporo:
| Partit | Partit                           | Partit | Regidors |
| ------ | -------------------------------- | ------ | -------- |
|        | Partit Liberal Democràtic        | PLD    | 3 / 7    |
|        | Partit Democràtic Constitucional | PDC    | 2 / 7    |
|        | Kōmeitō                          | KMT    | 1 / 7    |
|        | Partit Comunista del Japó        | PCJ    | 1 / 7    |
|        | Escons vacants                   |        | 0 / 7    |

## Transports

### Ferrocarril
- JR Hokkaidō
  - Línia principal de Hakkodate: Hassamu - Hassamu-Chūō - Kotoni
  - Línia Sasshō: Hachiken
- Metro de Sapporo
  - Línia Tōzai: Miyanosawa - Hassamu-Minami - Kotoni - Nijūyon-Ken

### Carretera
- Autopista Sasson
- Carretera Nacional del Japó 5